# Эми-Куси
Эми-Куси (фр. Emi Koussi) — вулкан в Республике Чад.

## Общие сведения
Высота вулкана Эми Кусси — 3415 метров. Эми Кусси — активный вулкан, проявления его активности были зарегистрированы при фотосъёмке земной поверхности с борта космической станции в 70-е годы XX века. Образовался в эпоху голоцена. Впервые восхождение на вершину было совершено в 1938 году.

## География
Вулкан Эми Кусси является самой высокой горой как в нагорье Тибести, так и во всей Сахаре. Находится он в малопосещаемой гористой местности на севере Республики Чад, в юго-западной части Тибести. Вулкан, вместе с образованным вулканическим массивом занимает площадь около 4600 км². Его вершину создают 2 кратера — один диаметром 12х15 км, другой — поменьше, размером в 2-3 км и глубиной в 350 м. Наивысшая точка расположена на краю южного кратера.

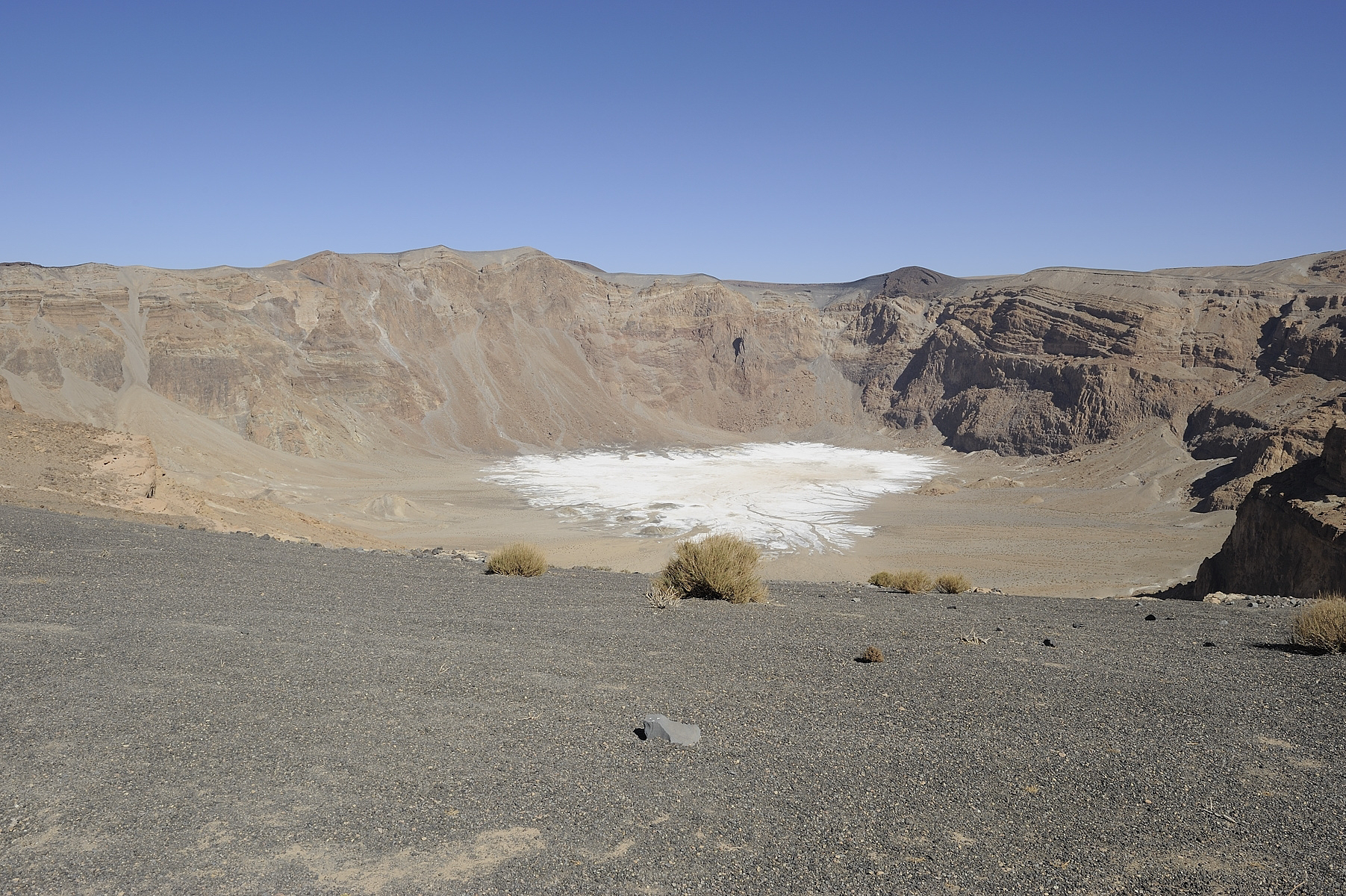
Вид на кальдеру Эми Кусси